# Les Chevaliers du démon
Pour plus de détails, voir Fiche technique et Distribution.
Les Chevaliers du démon (titre original : The Hellfire Club) est un film britannique de Robert S. Baker et Monty Berman sorti en 1961.

## Synopsis
Dans l'Angleterre du XVIIIe siècle, Lord Netherden fonde un club de libertins s'offrant à une orgie. On les appelle les chevaliers du démon. N'acceptant plus ses frasques, son épouse, Lady Netherden, s'enfuit avec leur héritier, Jason, et un domestique, Timothy. Jason décide de tout mettre en œuvre pour renverser son père et mettre fin au cercle...

## Fiche technique
- Titre original : The Hellfire Club
- Réalisation : Robert S. Baker et Monty Berman
- Scénario : Jimmy Sangster et Leon Griffiths d'après une histoire de Jimmy Sangster
- Directeurs de la photographie : Robert S. Baker et Monty Berman
- Montage : Frederick Wilson
- Musique : Clifton Parker
- Costumes : Laura Nightingale et Ron Beck (non crédité)
- Production : Robert S. Baker et Monty Berman
- Genre : Film d'aventures
- Pays :  Royaume-Uni
- Durée : 94 minutes (1 h 34)
- Date de sortie :
  -  Royaume-Uni : Février 1961
  -  France : 3 octobre 1962
- Affiche : Guy-Gérard Noël (France)

## Distribution
- Keith Michell (VF : Marc Cassot) : Jason Caldwell / Jason Netherden
- Adrienne Corri (VF : Michèle Montel) : Lady Isobel (Isabelle en VF)
- Peter Cushing (VF : Gérard Ferrat) : M. Merryweather
- Peter Arne (VF : Gabriel Cattand) : Thomas, comte de Netherden, cousin de Jason
- Kai Fischer : Yvonne
- David Lodge (VF : Albert Médina) : Timothy (Timothée en VF)
- Bill Owen (VF : Jacques Thébault) : Martin
- Miles Malleson (VF : Jean Berton) : le juge
- Martin Stephens : Jason enfant
- Rupert Osborne (VF : Linette Lemercier) : Thomas enfant
- Jean Lodge : Lady Netherden
- Andrew Faulds (VF : Jacques Deschamps) : Lord Netherden
- Francis Matthews (VF : Robert Le Béal) : Sir Hugh Manning
- Desmond Walter Ellis : Lord Chorley
- Denis Shaw : Sir Richard Benlow
- Tutte Lemkow (VF : René Bériard) : Higgins
- Skip Martin : Joey
- Peter Howell (VF : Lucien Bryonne) : William Pitt, comte de Chatham
- George Street (VF : Lucien Bryonne) : le tavernier
- Maurice Bush : Carl
- Michael Barrington (VF : Bernard Musson) : le valet de pied du château de Netherden
- Michael Balfour (VF : Jacques Thiery) : John dit « Johnny », le jongleur
- Roger Avon (VF : Henry Djanik) : Turnkey
- Bernard Hunter (VF : Fred Pasquali) : le marquis de Beauville (Bellavilla en VF)
- Fredric Abbott (VF : Henry Djanik) : le geôlier de la cellule d'Yvonne